# Кавалера, Игор
Игор (Игорь) Грациано Кавалера (порт. Igor Graziano Cavalera; 4 сентября 1970, Сан-Паулу, Бразилия) — бразильский барабанщик итальянского происхождения. Младший брат Макса Кавалеры.
Начал играть на барабанах в очень раннем возрасте. Вместе со своим братом Максом Кавалера основал метал-группу Sepultura в 1984, когда ему было всего 13 лет. 13 января 2006 он объявил, что он покидает коллектив из-за своего четвёртого ребенка, которого ожидала его жена Моника Кавалера.
В 2007 Игорь помирился с братом Максом и создал вместе с ним группу Cavalera Conspiracy.
У Игоря четверо детей. В 1996 году он основал популярный в Бразилии модный лейбл Cavalera.
Вместе со своей второй женой Лаймой Лэйтон Игорь основал DJ-проект Mixhell, с которым они успешно гастролируют по клубам мира.

## Дискография

### В составе Sepultura
- Morbid Visions (1986)
- Schizophrenia (1987)
- Beneath the Remains (1989)
- Arise (1991)
- Chaos A.D. (1993)
- Roots (1996)
- Against (1998)
- Nation (2001)
- Roorback (2003)
- Dante XXI (2006)

### В составе Cavalera Conspiracy
- Inflikted (2008)
- Blunt Force Trauma (2011)
- Pandemonium (2014)
- Psychosis (2017)